# Campeonato Mundial de Ciclismo em Estrada de 2016
O LXXXIII Campeonato Mundial de Ciclismo em Estrada realizou-se em Doha (Catar) entre 9 e 16 de outubro de 2016, baixo a organização da União Ciclista Internacional (UCI) e a União Ciclista de Catar.
O campeonato constou de corridas nas especialidades de contrarrelógio e de rota, nas divisões elite masculino, elite feminino e masculino sub-23; as provas de contrarrelógio elite disputaram-se individualmente e por equipas. Ao todo outorgaram-se oito títulos de campeão mundial.

## Percorrido
A rota foi anunciada em fevereiro de 2015, a corrida para os homens elite esteve conformada por um circuito plano de 151 km através do deserto, onde o calor, o vento e os redemoinhos de pó foram a maior dificuldade para os ciclistas, e na parte final os ciclistas deram sete voltas por um circuito de 15,3 km nos arredores da cidade de Doha (que incluíram uma secção de 1,2 km de pavé pela moderna zona de A Pérola de Catar), para finalmente completar um percurso de 257,5 km.

## Programa
| Dia                        | Evento                               | Trajecto                                                          | Distancia (km) | Ganhador                          |
| -------------------------- | ------------------------------------ | ----------------------------------------------------------------- | -------------- | --------------------------------- |
| Contrarrelógio por equipas |                                      |                                                                   |                |                                   |
| 9 de outubro               | Contrarrelógio por equipas feminina  | Complexo Desportivo de Lusail–A Pérola de Catar (circuito urbano) | 40,0           | Boels Dolmans · ( Países Baixos)  |
| 9 de outubro               | Contrarrelógio por equipas masculina | Complexo Desportivo de Lusail–A Pérola de Catar (circuito urbano) | 40,0           | Etixx-Quick Step · ( Bélgica)     |
| Contrarrelógio individual  |                                      |                                                                   |                |                                   |
| 10 de outubro              | Contrarrelógio sub-23 masculina      | A Pérola de Catar (circuito urbano – 2 voltas)                    | 28,9           | Marco Mathis · ( Alemanha)        |
| 11 de outubro              | Contrarrelógio feminina              | A Pérola de Catar (circuito urbano – 2 voltas)                    | 28,9           | Amber Neben · ( Estados Unidos)   |
| 12 de outubro              | Contrarrelógio masculina             | Complexo Desportivo de Lusail–A Pérola de Catar (circuito urbano) | 40,0           | Tony Martin · ( Alemanha)         |
| Estrada individual         |                                      |                                                                   |                |                                   |
| 13 de outubro              | Estrada sub-23 masculina             | A Pérola de Catar (circuito urbano – 10 voltas)                   | 166,0          | Kristoffer Halvorsen · ( Noruega) |
| 15 de outubro              | Estrada feminina                     | Qatar Foundation–A Pérola de Catar (circuito urbano – 7 voltas)   | 134,5          | Amalie Dideriksen · ( Dinamarca)  |
| 16 de outubro              | Estrada masculina                    | Aspire Academy–A Pérola de Catar (circuito urbano – 7 voltas)     | 257,5          | Peter Sagan · ( Eslováquia)       |

## Resultados

### Masculino
- Contrarrelógio individual

| Posto  | Ciclista             | País         | Tempo    |
| ------ | -------------------- | ------------ | -------- |
| Ouro   | Tony Martin          | Alemanha     | 44:42,99 |
| Prata  | Vasil Kirienka       | Bielorrússia | 45:28,04 |
| Bronze | Jonathan Castroviejo | Espanha      | 45:53,90 |

- Contrarrelógio por equipas

| Posto  | Ciclistas | Equipa                              | Tempo    |
| ------ | --- | ----------------------------------- | -------- |
| Ouro   | Bob Jungels ( Luxemburgo) · Marcel Kittel ( Alemanha) · Yves Lampaert ( Bélgica) · Tony Martin ( Alemanha) · Niki Terpstra ( Países Baixos) · Julien Vermote ( Bélgica)             | Etixx-Quick Step · ( Bélgica)       | 42:32,39 |
| Prata  | Rohan Dennis ( Austrália) · Stefan Küng ( Suíça ) · Daniel Oss ( Itália) · Taylor Phinney ( Estados Unidos) · Manuel Quinziato ( Itália) · Joseph Rosskopf ( Estados Unidos)        | BMC Racing Team · ( Estados Unidos) | 42:44,08 |
| Bronze | Luke Durbridge ( Austrália) · Alexander Edmondson ( Austrália) · Michael Hepburn ( Austrália) · Daryl Impey ( África do Sul) · Michael Matthews ( Austrália) · Svein Tuft ( Canadá) | Orica-BikeExchange · ( Austrália)   | 43:09,51 |

- Estrada

| Posto  | Ciclista       | País        | Tempo   |
| ------ | -------------- | ----------- | ------- |
| Ouro   | Peter Sagan    | Eslováquia  | 5:40:43 |
| Prata  | Mark Cavendish | Reino Unido | 5:40:43 |
| Bronze | Tom Boonen     | Bélgica     | 5:40:43 |

### Feminino
- Contrarrelógio individual

| Posto  | Ciclista       | País           | Tempo    |
| ------ | -------------- | -------------- | -------- |
| Ouro   | Amber Neben    | Estados Unidos | 36:37,04 |
| Prata  | Ellen van Dijk | Países Baixos  | 36:43,03 |
| Bronze | Katrin Garfoot | Austrália      | 36:45,36 |

- Contrarrelógio por equipas

| Posto  | Ciclistas | Equipa                           | Tempo    |
| ------ | --- | -------------------------------- | -------- |
| Ouro   | Evelyn Stevens ( Estados Unidos) · Elizabeth Deignan ( Reino Unido) · Chantal Blaak ( Países Baixos) · Ellen van Dijk ( Países Baixos) · Karol-Ann Canuel ( Canadá) · Christine Majerus ( Luxemburgo) | Boels Dolmans · ( Países Baixos) | 48:41,62 |
| Prata  | Lisa Brennauer ( Alemanha) · Trixi Worrack ( Alemanha) · Elena Cecchini ( Itália) · Alena Amialiusik ( Bielorrússia) · Hannah Barnes ( Reino Unido) · Mieke Kröger ( Alemanha)                        | Canyon–SRAM · ( Alemanha)        | 49:29,86 |
| Bronze | Joëlle Numainville ( Canadá) · Lotta Lepistö ( Finlândia) · Stephanie Pohl ( Alemanha) · Ashleigh Moolman-Pasio ( África do Sul) · Lisa Klein ( Alemanha) · Ciara Horne ( Reino Unido)                | Cervélo–Bigla · ( Alemanha)      | 50:38,09 |

- Estrada

| Posto  | Ciclista          | País          | Tempo   |
| ------ | ----------------- | ------------- | ------- |
| Ouro   | Amalie Dideriksen | Dinamarca     | 3:10:27 |
| Prata  | Kirsten Wild      | Países Baixos | 3:10:27 |
| Bronze | Lotta Lepistö     | Finlândia     | 3:10:27 |

### Sub-23
- Contrarrelógio individual

| Posto  | Ciclista              | País      | Tempo    |
| ------ | --------------------- | --------- | -------- |
| Ouro   | Marco Mathis          | Alemanha  | 34:08,09 |
| Prata  | Maximilian Schachmann | Alemanha  | 34:26,72 |
| Bronze | Miles Scotson         | Austrália | 34:46,07 |

- Estrada

| Posto  | Ciclista             | País     | Tempo   |
| ------ | -------------------- | -------- | ------- |
| Ouro   | Kristoffer Halvorsen | Noruega  | 3:40:53 |
| Prata  | Pascal Ackermann     | Alemanha | 3:40:53 |
| Bronze | Jakub Mareczko       | Itália   | 3:40:53 |

## Medalheiro
| Ordem | País           | Medalha de ouro | Medalha de prata | Medalha de bronze | Total |
| ----- | -------------- | --------------- | ---------------- | ----------------- | ----- |
| 1     | Alemanha       | 2               | 3                | 1                 | 6     |
| 2     | Países Baixos  | 1               | 2                | 0                 | 3     |
| 3     | Estados Unidos | 1               | 1                | 0                 | 2     |
| 4     | Bélgica        | 1               | 0                | 1                 | 2     |
| 5     | Dinamarca      | 1               | 0                | 0                 | 1     |
| 5     | Eslováquia     | 1               | 0                | 0                 | 1     |
| 5     | Noruega        | 1               | 0                | 0                 | 1     |
| 8     | Bielorrússia   | 0               | 1                | 0                 | 1     |
| 8     | Reino Unido    | 0               | 1                | 0                 | 1     |
| 10    | Austrália      | 0               | 0                | 3                 | 3     |
| 11    | Espanha        | 0               | 0                | 1                 | 1     |
| 11    | Finlândia      | 0               | 0                | 1                 | 1     |
| 11    | Itália         | 0               | 0                | 1                 | 1     |
|       | TOTAL          | 8               | 8                | 8                 | 24    |